# Italia dei Valori
Italia dei Valori (deutsch Italien der Werte, zuvor: Italia dei Valori – Lista Di Pietro) ist eine italienische Partei der politischen Mitte, deren Hauptthema der Kampf gegen Korruption ist. Sie war bis 2017 Mitglied in der Allianz der Liberalen und Demokraten für Europa (ALDE), obwohl sie strenggenommen keine liberale Partei ist.
Gründer und langjähriger Vorsitzender der Partei war der Mailänder Staatsanwalt Antonio Di Pietro, der Bekanntheit durch die Mani-pulite-Untersuchungen von Korruptionsfällen erlangt hat. Seit Juni 2013 ist Ignazio Messina Vorsitzender.

## Geschichte

### Gründung und erste Jahre (1998–2005)
Der Staatsanwalt Di Pietro wurde der Öffentlichkeit Anfang der 1990er-Jahre bekannt, als er Ermittlungen gegen Politiker und Unternehmer in der Korruptionsaffäre „Mani pulite“ bzw. „Tangentopoli“ führte. 1996 war er als Parteiloser Minister für öffentliche Arbeiten im Kabinett Prodi I. Im März 1998 gründete er dann seine eigene Partei – Italia dei Valori – deren Hauptthemen der Kampf gegen Korruption und für „Moral“ waren. IdV unterstützte zunächst das Mitte-links-Bündnis L’Ulivo und gehörte im Februar 1999 zu den Gründern von Prodis Partei I Democratici, bei der Europawahl im Juni desselben Jahres war er sogar deren Spitzenkandidat. Di Pietro lehnte jedoch die Wahl Giuliano Amatos, den er als einen Vertreter der korrupten „alten“ Politik hielt, zum Ministerpräsidenten ab und verließ im Juni 2000 nicht nur die Democratici, sondern auch das L’Ulivo-Bündnis im Streit. Anschließend belebte er im September 2000 IdV wieder als unabhängige Partei.
Im Jahr 2001 nahm IdV erstmals an der Parlamentswahl teil – unabhängig von den beiden großen Blöcken L’Ulivo (Mitte-links) oder Casa delle Libertà (Mitte-rechts) – erhielt bei einem Stimmenanteil von 3,9 % aber keinen Sitz in der Camera dei deputati und nur einen einzigen im Senat. Zur Europawahl 2004 schloss IdV ein Bündnis mit dem ehemaligen Vorsitzenden der Linksdemokraten, Achille Occhetto, und trat unter der Listenbezeichnung Società Civile – Di Pietro – Occhetto an, mit der sie auch auf Unterstützung aus der Protestbewegung der Girotondi hoffte. Die Liste erhielt 2,1 % der Stimmen und zog sie mit zwei Abgeordneten in das europäische Parlament ein. Diese schlossen sich zunächst der liberalen ALDE-Fraktion an, im Mai 2006 traten aber sowohl der für den zurückgetretenen Di Pietro nachgerückte Occhetto als auch Giulietto Chiesa zur Sozialdemokratischen Fraktion über.

### Teil des Mitte-links-Lagers (2005–11)
Anlässlich der Regionalwahlen im April 2005 näherte sich IdV wieder dem Mitte-links-Lager an und trat dem Bündnis L’Unione bei. Der wegen seines Kampfs gegen die Mafia bekannte ehemalige Bürgermeister von Palermo Leoluca Orlando, der in den 1990er-Jahren seine eigene Partei La Rete gegründet hatte, trat 2005 der IdV bei.
Auch bei den italienischen Parlamentswahlen 2006 nahm IdV als Teil der Koalition L’Ulivo teil. Diese hielt zunächst eine offene Urwahl zur Findung eines Spitzenkandidaten ab, bei der Antonio Di Pietro 3,3 % der Stimmen erhielt, während sich Romano Prodi mit großer Mehrheit durchsetzte. Bei der eigentlichen Parlamentswahl erhielt die Partei zwar nur einen landesweiten Stimmenanteil von 2,3 %, war aber dank der Listenverbindung mit den anderen Mitte-links-Parteien im Abgeordnetenhaus mit 16 der 630 und im Senat mit 4 der 315 Sitze vertreten. Anschließend war die Partei an der Mitte-links-Regierung Prodi II beteiligt und stellte mit Di Pietro den Infrastrukturminister.
Bei den Parlamentswahlen 2008 trat die Partei in einer Listenverbindung zusammen mit der Partito Democratico an und erzielte dabei folgende Ergebnisse: 4,4 % bei den Wahlen zum Abgeordnetenhaus (entspricht 29 Sitzen) und 4,3 % bei den Senatswahlen (14 Sitze), was fast einer Verdoppelung der Ergebnisse von 2006 entspricht. Bei der Europawahl 2009 erreichte die Partei (u. a. durch die Kandidatur vieler „unabhängiger“ Kandidaten ohne Parteimitgliedschaft wie des Anti-Korruptions-Staatsanwalts Luigi de Magistris oder des Philosophen Gianni Vattimo) einen historischen Höchststand von 8 % und stellte somit 7 der insgesamt 72 italienischen Europaparlamentarier. Diese saßen wiederum in der liberalen ALDE-Fraktion.

### Bedeutungsverlust (seit 2012)
Das nach Berlusconis Rücktritt im November 2011 ins Amt gekommene Übergangs-Kabinett Monti wurde von der Italia dei Valori nicht unterstützt, die im Gegenteil zu dessen entschiedensten Kritikern gehörte. Die Partei hat zudem ihr soziales Profil geschärft und das Bündnis mit der Partito Democratico, das an der Bildung der Regierung Monti maßgeblich beteiligt war, aufgekündigt. Anlässlich der Parlamentswahlen im Februar 2013 kandidierte Italia dei Valori auf der linken Liste Rivoluzione Civile („Bürgerrevolution“) um den Staatsanwalt Antonio Ingroia, was die Hinwendung zur Politischen Linken verdeutlicht. Die Liste verpasste mit 2,3 % der Stimmen den Einzug ins Parlament allerdings klar, wodurch auch vormalige Parlamentarier von Italia dei Valori aus ihren Mandaten ausschieden. 
Auch die Europawahl im darauffolgenden Jahr brachte der Partei einen Rückschlag. Sie fiel unter der Führung des neuen Vorsitzenden Messina auf 0,7 % der Stimmen zurück und verlor alle ihrer Sitze im Europäischen Parlament. Im Oktober 2014 trat der Parteigründer Antonio Di Pietro aus IdV aus. Ab 2015/16 war sie durch Parteiwechsel dreier ehemaliger Fünf-Sterne-Bewegung-Senatoren bis zum Ende der Legislaturperiode 2018 im Senat vertreten und bildete dort eine gemeinsame Gruppe mit anderen Fünf-Sterne-Abspaltungen und linken Parteien wie Alternativa und Partito Comunista. 
Zur italienischen Parlamentswahl 2018 trat IdV auf der Liste Civica Popolare an, welche die am stärksten zur Mitte orientierten Kleinparteien des Mitte-links-Bündnisses von Matteo Renzi vereinte (u. a. Alternativa Popolare). Diese Liste bekam jedoch insgesamt nur 0,5 Prozent der Stimmen, sodass IdV wiederum keinen Sitz im Parlament bekam. Zur Parlamentswahl 2022 unterstützte IdV die Liste Noi moderati, die als gemäßigtes Element zum Rechtsbündnis von Giorgia Meloni gehörte. IdV schloss sich Anfang 2024 der aus der gemeinsamen Wahlliste hervorgegangenen christdemokratisch-konservativen Kleinpartei Noi moderati von Maurizio Lupi und Francesco Saverio Romano an.